# Neon Genesis Evangelion (videojuego de 1999)
Neon Genesis Evangelion es un videojuego lanzado para la videoconsola Nintendo 64. Está basado en el anime homónimo y en la película The End of Evangelion, la cual fue lanzada después del final de la serie. El videojuego solo fue lanzado en Japón; no se ha llevado a cabo ningún proyecto de lanzamiento internacional.
Este juego es conocido por, de ciertos modos, llevar al límite las capacidades del hardware de la Nintendo 64, como por ejemplo usando algunas secuencias de video y voces de los seiyu originales de la serie. Esto es destacable ya que el juego fue desarrollado para Nintendo 64, consola que, debido a su sistema de cartuchos, raramente tenía FMV en sus juegos.
El juego incluye todas las grandes batallas tanto de la serie de anime como de la película End of Evangelion, a excepción de la batalla con el séptimo Ángel, Gaghiel. La mitad de los niveles utilizan una vista de desplazamiento lateral, con luchas en 3D y el jugador controlando un EVA, mientras que la otra mitad hace uso de sus propios estilos de juego..
El juego posee 13 misiones, cada una de ellas enfocada en uno de los enemigos principales de la serie.

## Jugabilidad
La jugabilidad es principalmente un juego de lucha entre los Evas y los Ángeles. Hay tres formas en que el jugador puede jugar. Los juegos más comunes son Plain Fighting, donde el jugador toma el control de un Eva en un curso "3D-2D", caminando de un lado a otro, atacando al enemigo. Las batallas se centran principalmente en presionar los comandos correctos para activar ataques cinemáticos y agarres conocidos como "Acciones", mientras que los ataques básicos son secundarios. Otro estilo de juego utilizado en el juego es el weponring. Varias partes del juego incluyen minijuegos como misiones, donde el jugador toma el control del armamento de Eva para cumplir una misión u objetivo. El elemento de juego final utilizado es un juego gratuito, donde el jugador todavía está en un plano "3D-2D", pero puede moverse libremente de un lado a otro. Este modo se usa en las misiones 12, 12.5 y 13.
También hay modos fuera de las misiones, como un modo de entrenamiento llamado Modo de simulación. En este modo, el jugador selecciona un Eva que ha sido desbloqueado en el modo historia y practica disparando polimodelos sin collar de diferentes ángeles, incluidos los que no aparecen en el modo historia, y recibe una clasificación en función de cuántos modelos de ángeles se destruyen y cuántos disparos se disparan. Es posible activar un modo Vs usando códigos de trucos, en los que dos jugadores pueden seleccionar Evas con diferentes armas. Los otros modos desbloqueables son una prueba de sonido y un visor de acciones, donde el jugador puede revisar todas las acciones ejecutadas durante el juego.

## Recepción
Cuatro revisores de Famitsu le dieron al juego una puntuación de 29 de 40. N64 Magazine le dio al juego una calificación de 61% y destacó sus gráficos estilizados, pero criticó la falta de juego real, afirmando que Neon Genesis Evangelion es "simplemente una versión corta interactiva de la serie de anime".
Gamers' Republic le dio al juego una puntuación de B+. Gamers Republic incluyó el juego en la 1999 Video Game Buyers Guide and Y2K Preview como uno de los mejores juegos para importar de Japón ese año junto con juegos como Bangai -O, The Adventure of Little Ralph, Pepsiman, Robot Dandy y Internal Section.